# Železniční trať Kolín–Ledečko

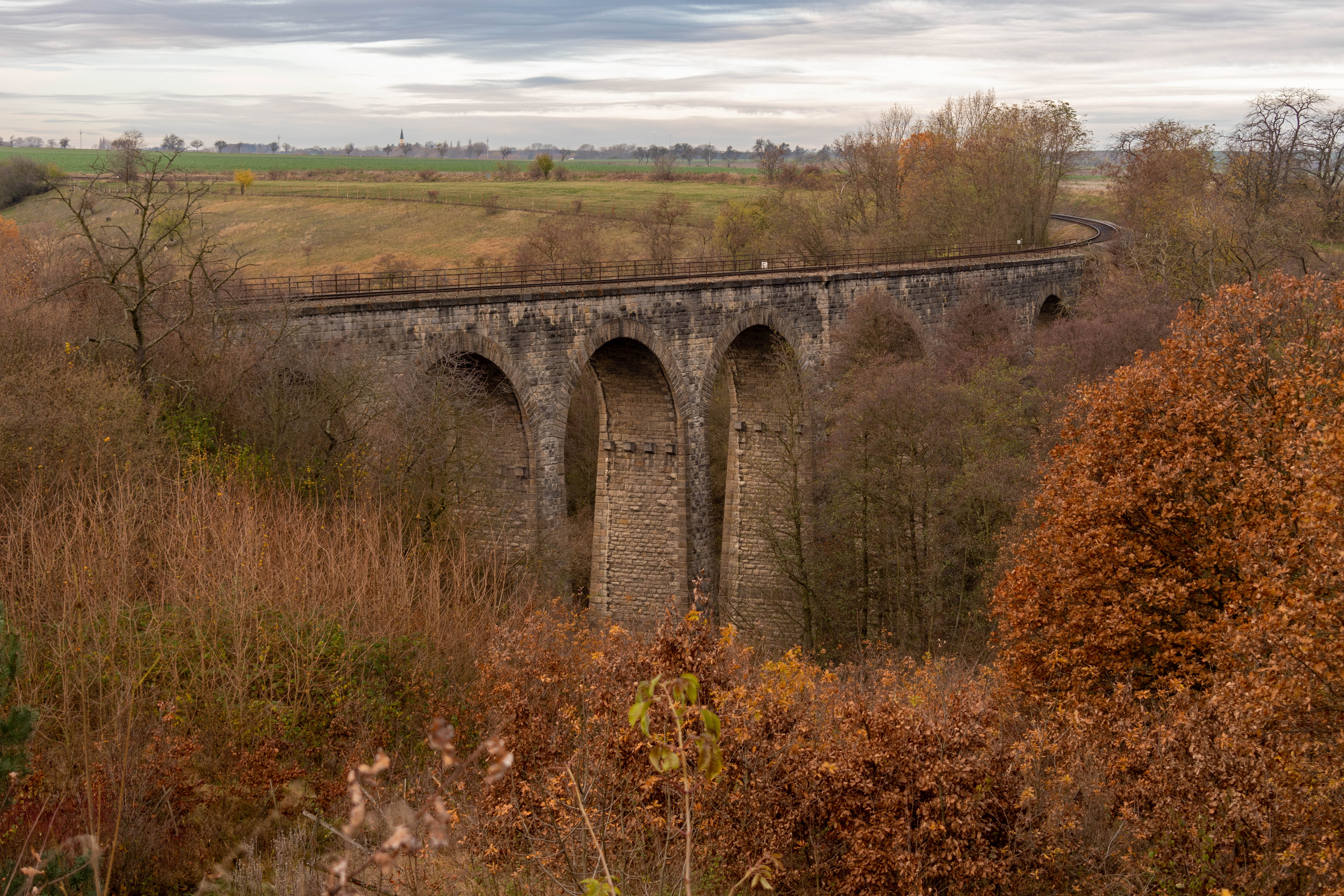
Památkově chráněný viadukt v Červených Pečkách přes údolí Polepky

Železniční trať Kolín–Ledečko (v jízdním řádu pro cestující označená číslem 014) je regionální železniční trať ve Středočeském kraji.
Trať je dlouhá 40 km a vede z Kolína, kde se setkává s tratí z Prahy do České Třebové, Prahy do Kolína přes Lysou nad Labem a tratí z Kolína do Havlíčkova Brodu. V cílové stanici Ledečko navazuje na trať z Čerčan do Světlé nad Sázavou

## Historie
Trať byla postavena jako část transverzální, Prahu míjející spojnice Benešova ležícího na Dráze císaře Františka Josefa (fyzicky ovšem vzhledem k terénu odbočující v Čerčanech), a Kolína s odbočkou do tehdy habsburského Kácova.
Listina o koncessi pro místní dráhu z Kolína přes Bečvary, Uhlířské Janovice a Rataje do Čerčan s odbočkou z Rataj do Kácova ze dne 10. května 1899 byla udělena Leopoldu hraběti Šternberkovi. Koncesse udělena ke stavbě a ku provozování lokomotivní železnice, kterážto budiž vystavěna jako místní dráha o rozchodu pravidelném. Koncessionář byl povinen do dvou let stavbu dokonati, vystavěnou dráhu pak veřejné vozbě odevzdati.
Dráhu vlastnila společnost Místní dráha Kolín – Kácov – Čerčany až do svého zestátnění roku 1925. Provoz z Kolína do Rataj byl zahájen v prosinci 1900, na zbývající části stavěné tratě v srpnu 1901.
V roce 1921 byly podle tehdejšího jízdního řádu v provozu tyto stanice:
Kolín místní nádraží, Červené Pečky, Ratboř, Chotouchov-Pučery, Pučery, Bečváry, Drahobudice, Hatě, Uhlířské Janovice, Mirošovice, Nový Dvůr, Rataje, Ledečko

## Provoz na trati
| období jízdního řádu                                                                | číslo tratě a celkový rozsah tratě | počet vlaků (v části tratě)                               |
| ----------------------------------------------------------------------------------- | ---------------------------------- | --------------------------------------------------------- |
| 1912                                                                                | 111g Kolín – Čerčany               | 3 Sm Kolín - Ledečko                                      |
| 1921 léto                                                                           | 6 Kolín - Ledečko                  | 4 Sm + 1 N Kolín-Bečváry, 3 Sm Bečváry - Ledečko          |
| 1928/28 zima                                                                        | 13 Kolín - Čerčany                 | 4 Os Kolín - Ledečko                                      |
| 1937/38 zima                                                                        | 6 Kolín - Ledečko                  | 7 Os                                                      |
| 1944/45                                                                             | 515d Kolín - Ledečko               | 7 Os Kolín – Uhl. Janovice, 5 Os Uhl. Janovice - Ledečko  |
| 1945/46                                                                             | 22d Kolín - Ledečko                | 7 Os Kolín – Uhl. Janovice, 6 Os Uhl. Janovice – Ledečko  |
| 1959/60                                                                             | 23d Kolín - Ledečko                | 8 Os Kolín – Uhl. Janovice, 9 Os Uhl. Janovice – Ledečko  |
| 1975/76                                                                             | 23d Kolín - Ledečko                | 8 Os                                                      |
| 1988/89                                                                             | 234 Kolín - Ledečko                | 8 Os                                                      |
| 2002/03                                                                             | 014 Kolín - Ledečko                | 8 Os                                                      |
| 2013/14                                                                             | 014 Kolín - Ledečko                | 11 Os Kolín – Uhl. Janovice, 8 Os Uhl. Janovice – Ledečko |
| Vysvětlivky Sm – smíšený vlak, N – nákladní vlak s přepravou osob, Os – osobní vlak |                                    |                                                           |

## Vozidla
V roce 2010 byly osobní vlaky vedeny motorovými vozy 810 sólo nebo s jedním přípojným vozem řady 010. Několik spojů v týdnu bylo vedeno motorovou jednotkou 814 Regionova.
Od roku 2013 jsou osobní vlaky vedeny výhradně motorovými jednotkami 814, čili tzv. Regionovami.[zdroj?]

## Navazující tratě

### Kolín
- Železniční trať Praha – Česká Třebová
- Železniční trať Kolín – Havlíčkův Brod
- Železniční trať Praha – Lysá nad Labem – Kolín

### Bečváry
- Železniční trať Bošice–Bečváry (od roku 2011 bez pravidelné osobní dopravy: provoz jen od 1. června do 29. září každou sobotu a neděli společností KŽC)

### Ledečko
- Železniční trať Čerčany – Světlá nad Sázavou

## Stanice a zastávky

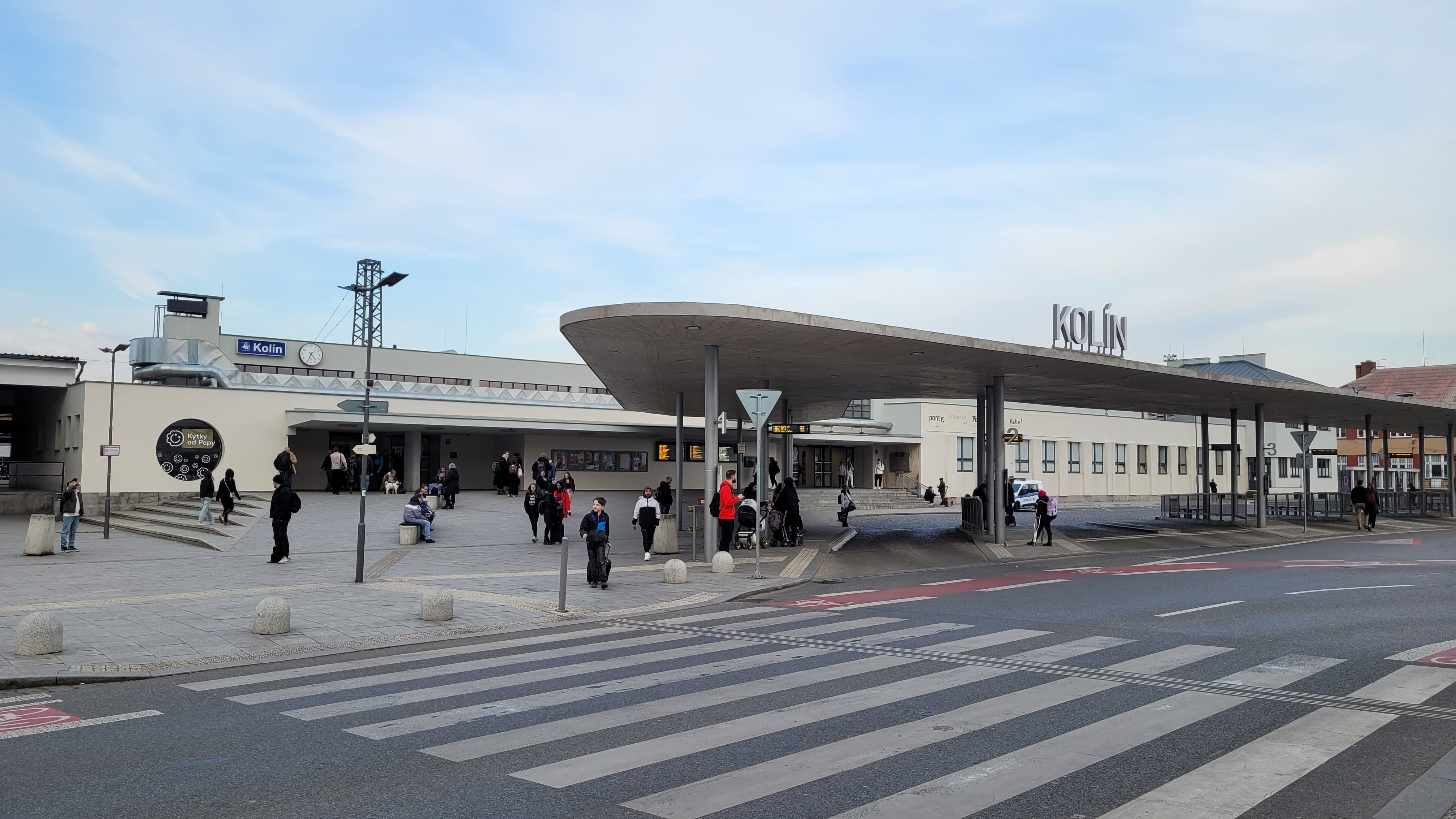
Kolín
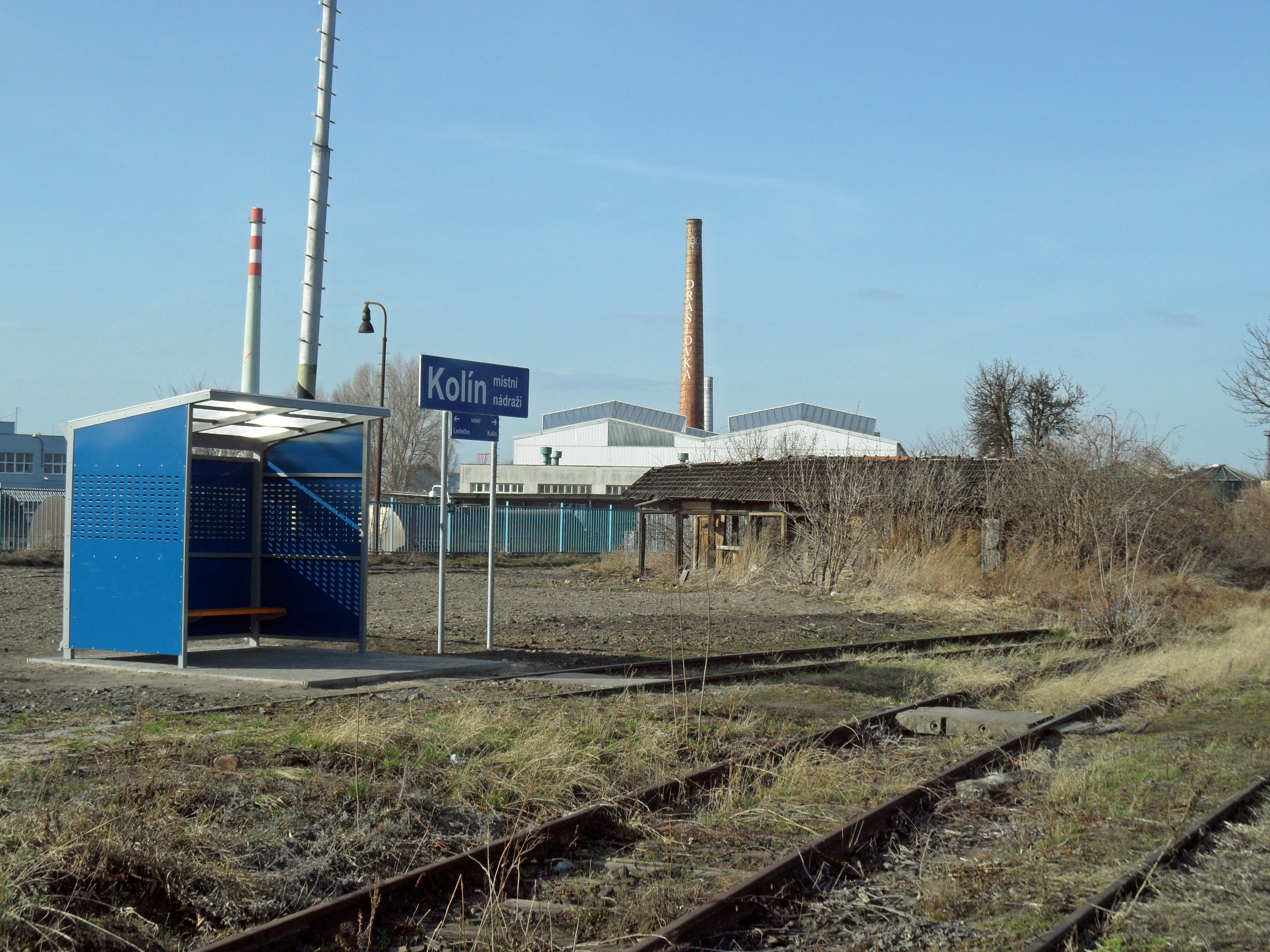
Kolín místní nádraží
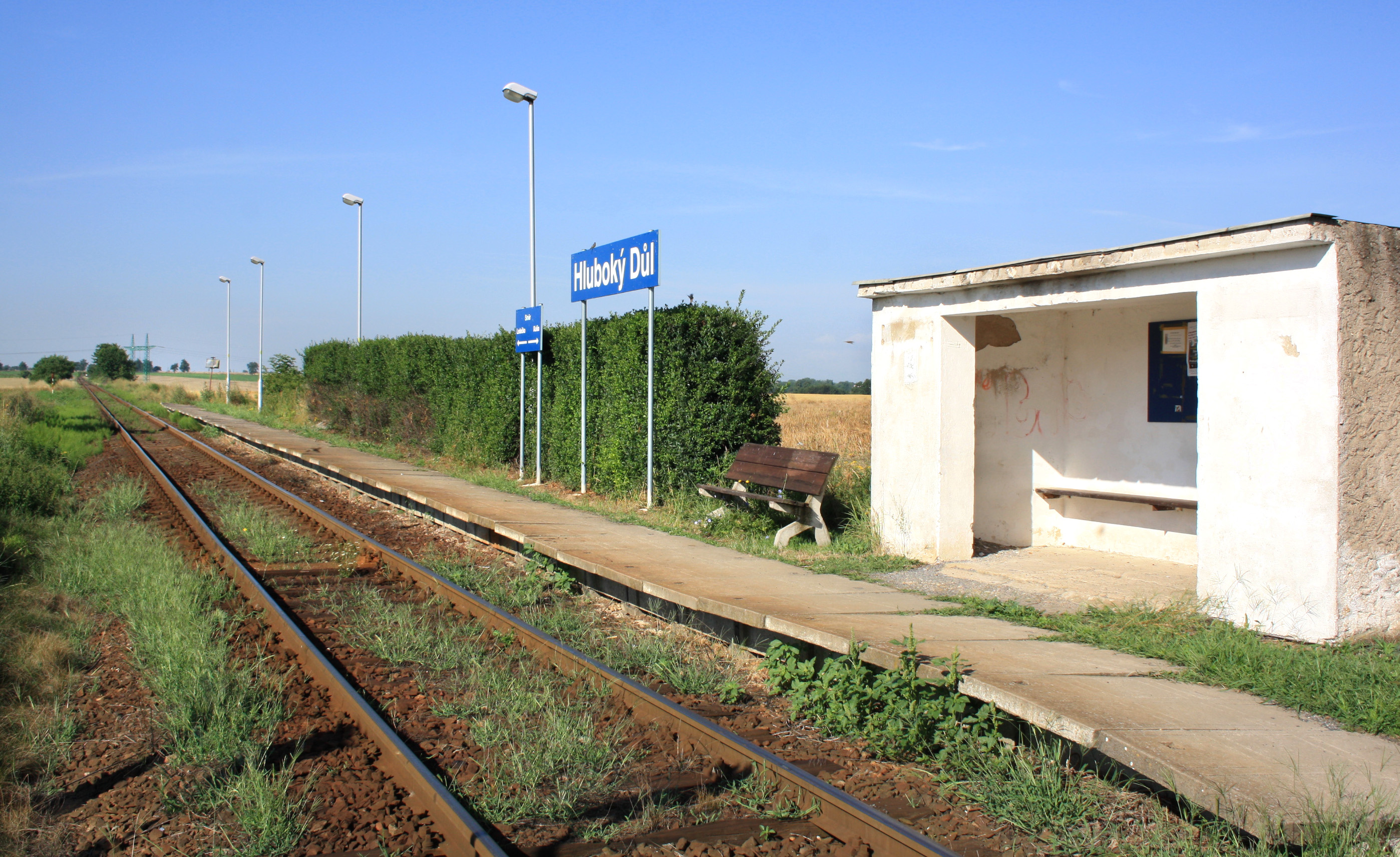
Hluboký Důl
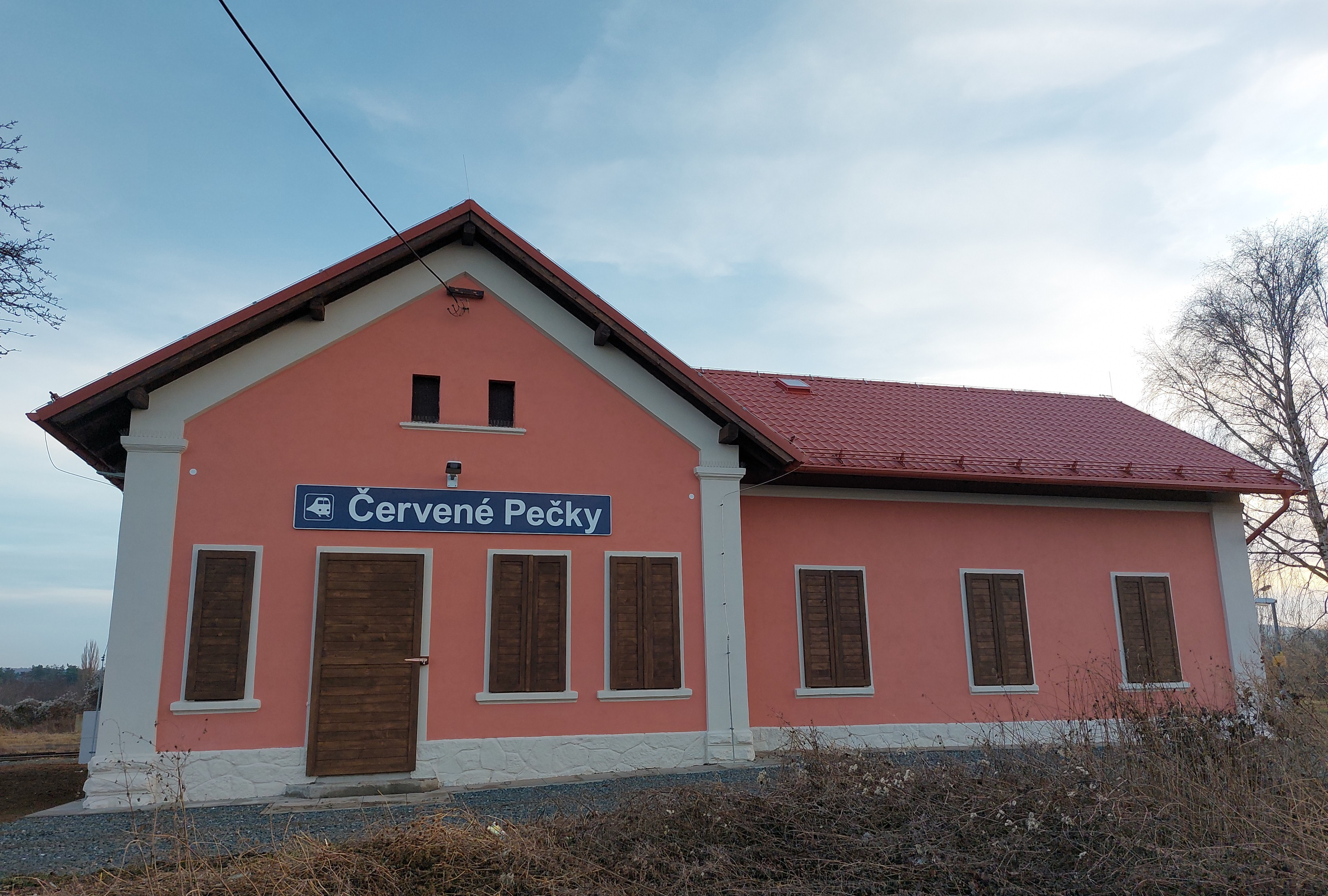
Červené Pečky
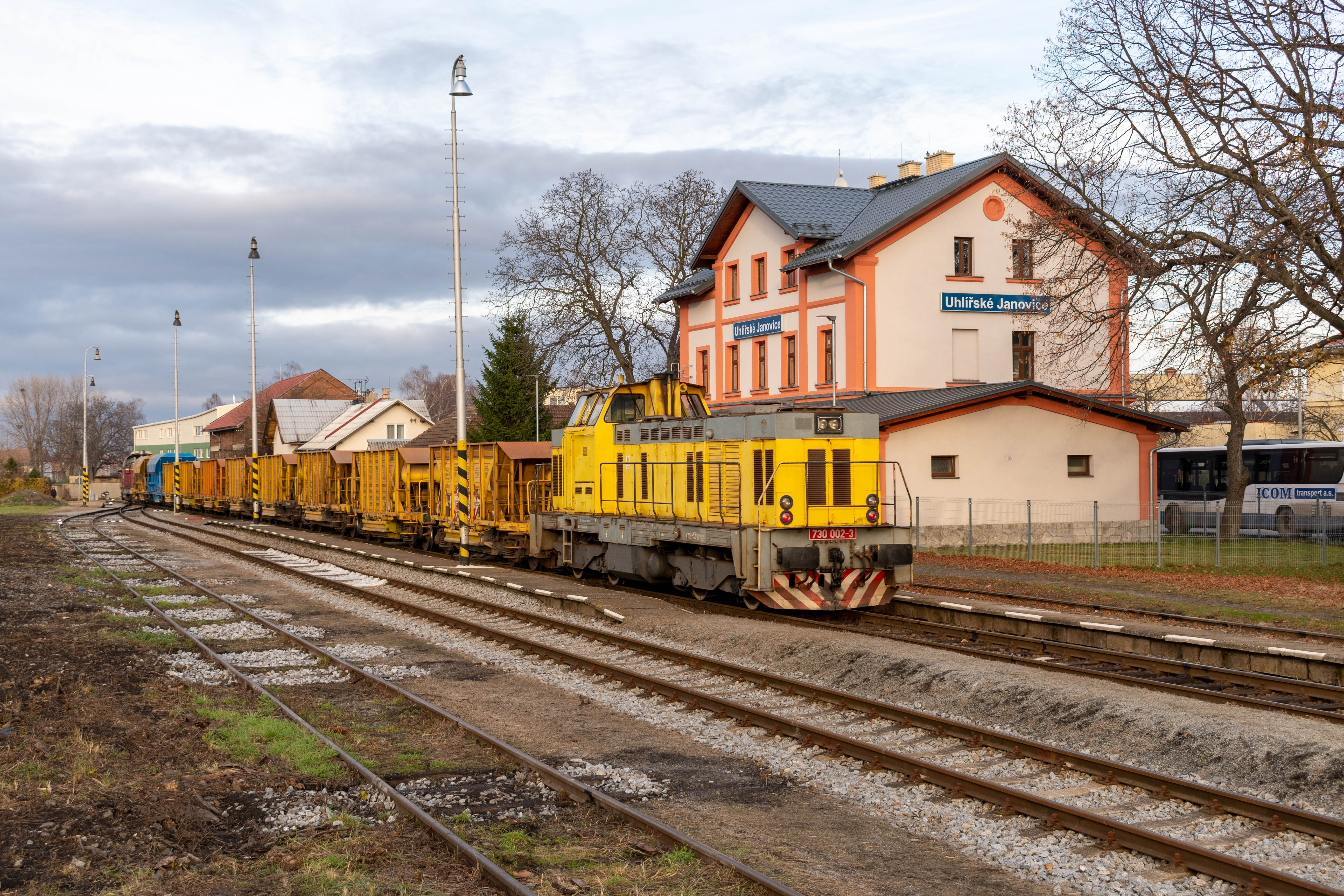
Uhlířské Janovice
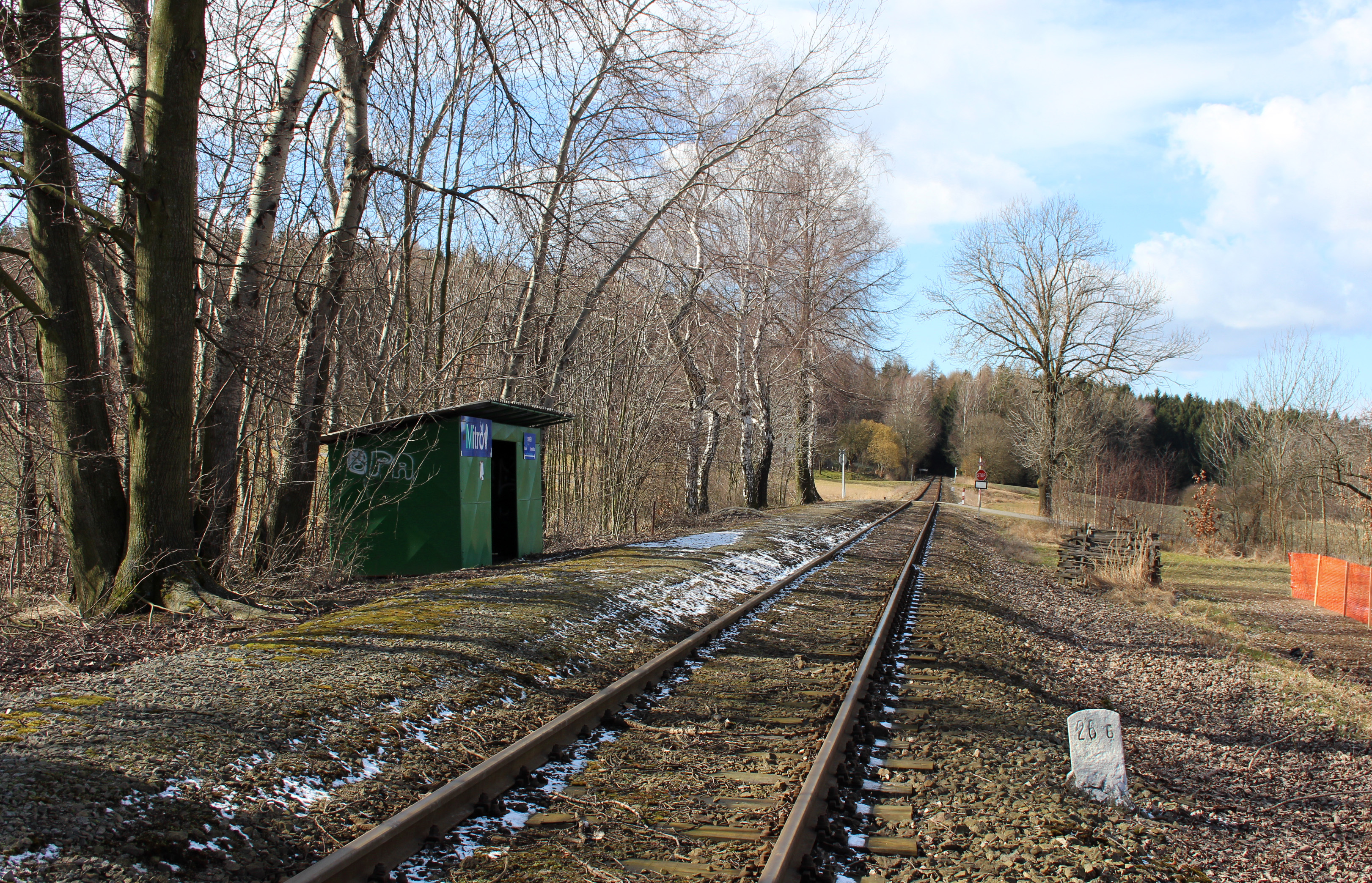
Mitrov
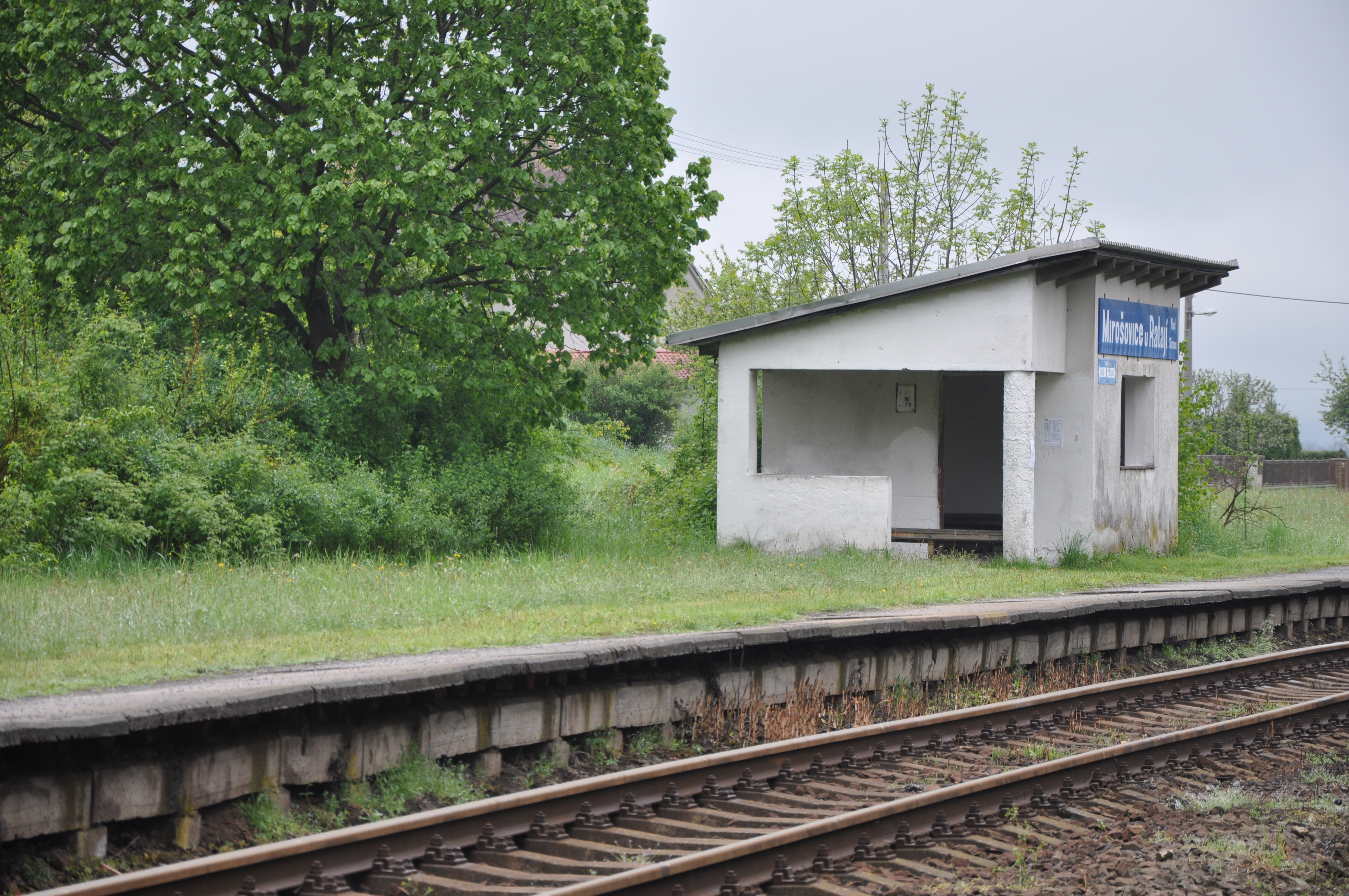
Mirošovice u Rataj nad Sázavou
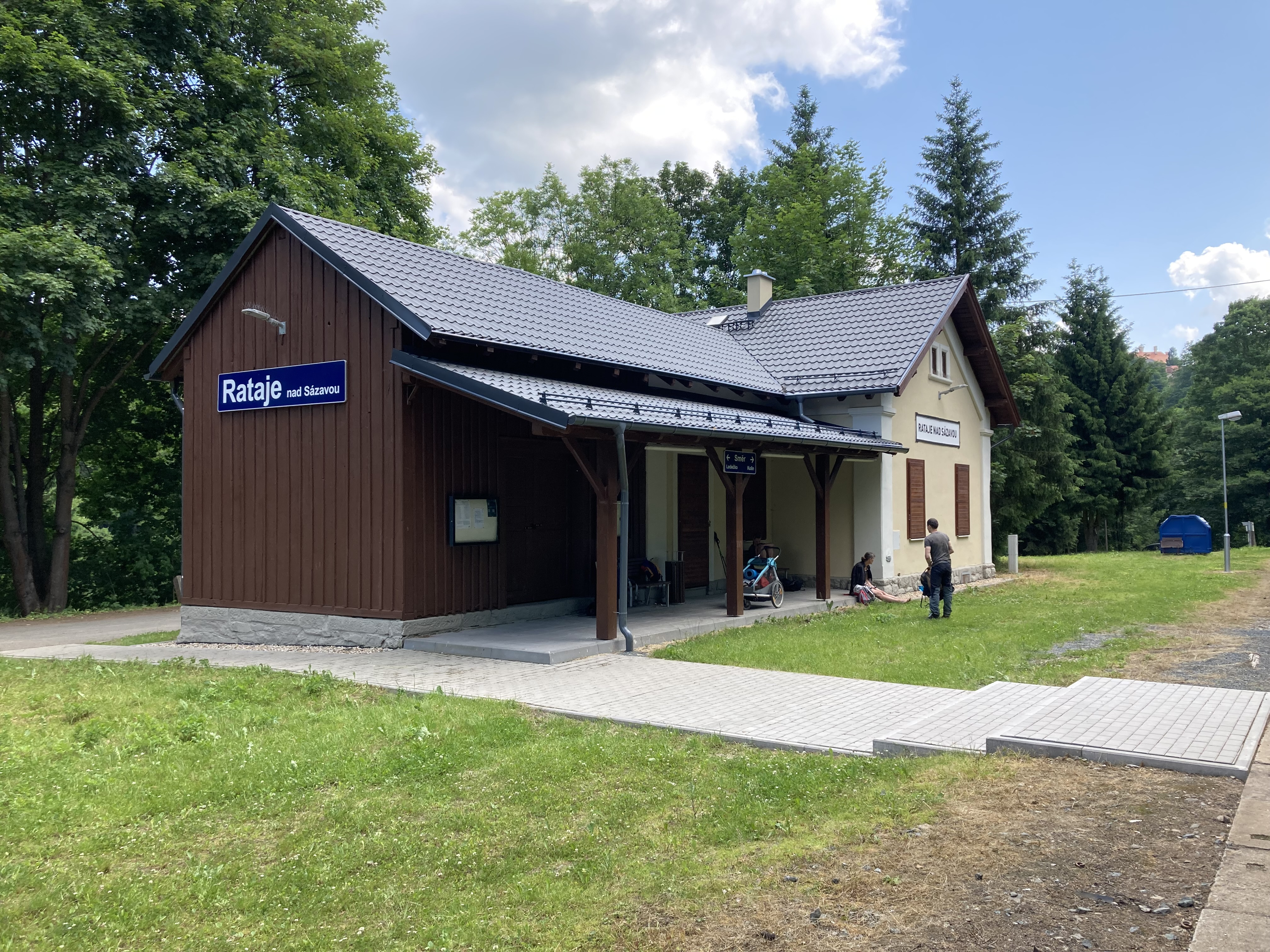
Rataje nad Sázavou
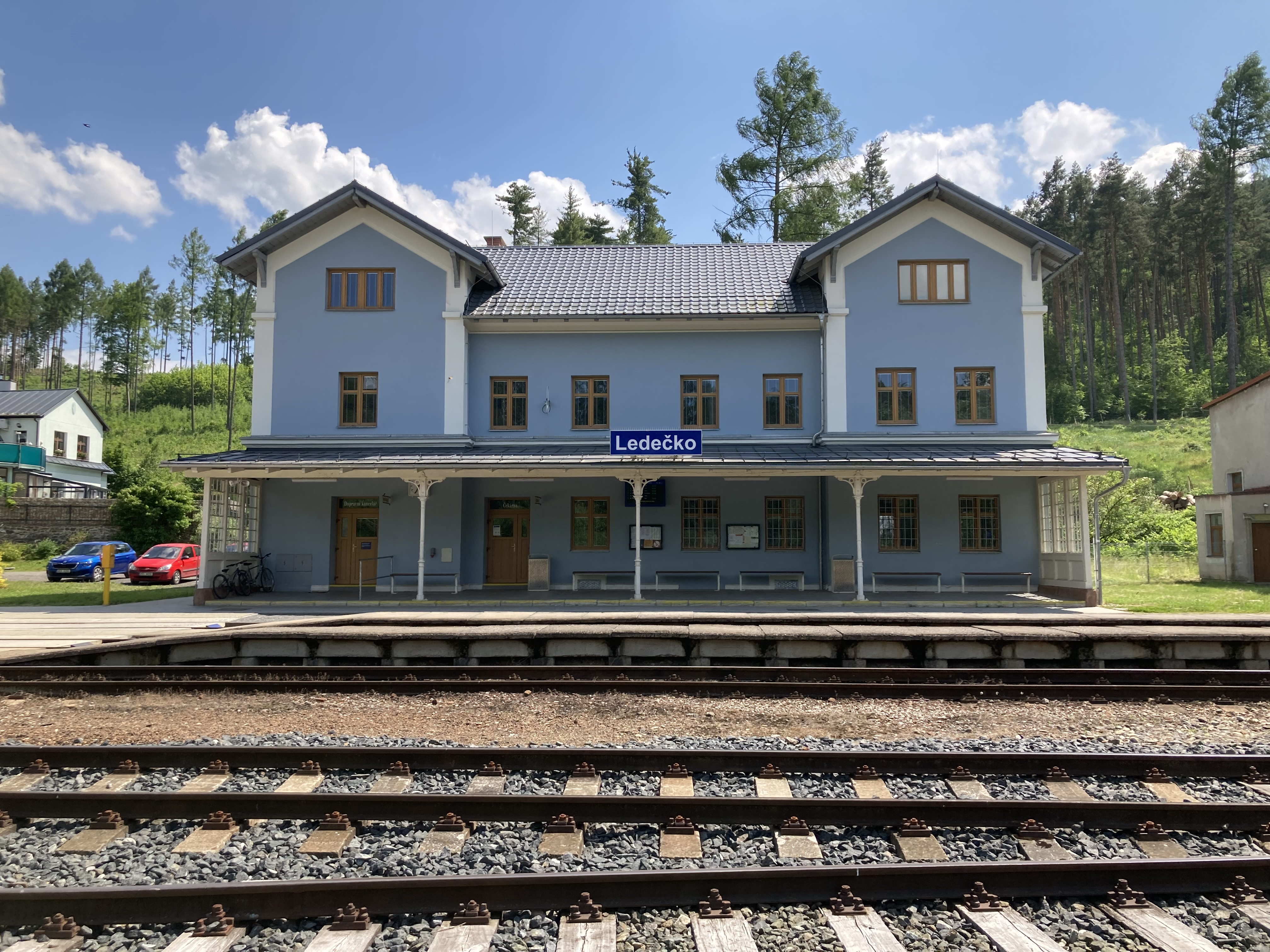
Ledečko
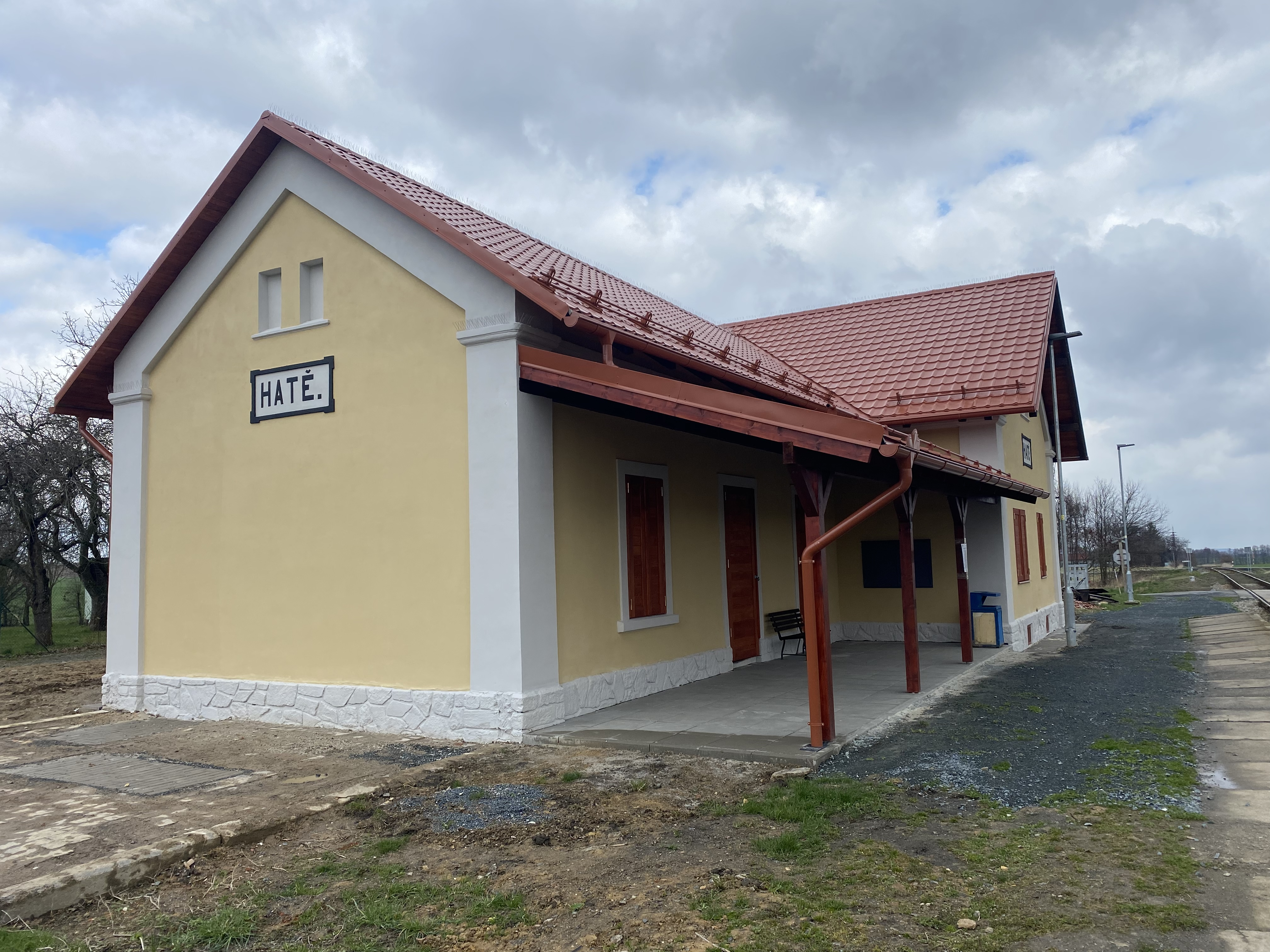
Hatě